# フレッド・ガイズバーグ
フレッド・ガイズバーグ（Fred Gaisberg）として知られるフレデリック・ウィリアム・ガイズバーグ（Frederick William Gaisberg、1873年1月1日 - 1951年9月2日）は、アメリカ合衆国生まれの音楽家、録音技師であり、最も初期の蓄音機の時代におけるクラシック音楽のレコード・プロデューサーであった。彼自身は「プロデューサー」という言葉は用いなかったし、もともとは彼の部下だったEMIのウォルター・レッグのような経営者的な才覚をもっていたわけでも、デッカ・レコードのジョン・カルショウ（John Culshaw）のような革新者でもなかった。ガイズバーグは、才能の発掘と、新たに発明された蓄音機に吹き込みをするよう演奏家たちを説得することに、ひたすら注力していた。
ガイズバーグは、若くしてアメリカでレコード産業界で働き始め、初期録音の開拓者となったが、同時にピアノ伴奏者としても活動した。1898年には、イングランドのグラモフォン社（Gramophone Company）に、同社最初の録音技師として入社した。1902年、ビクターのためにテノールのエンリコ・カルーソーの歌唱を録音し、センセーションを巻き起こした。1921年には、HMVの国際アーティスト部門のディレクターとなった。1925年以降は、アーティストのマネジメントに専念するようになった。1939年に退職して引退したものの、1940年代を通してレコード業界の中でコンサルタントとして活動し続けた。

## 経歴

### 生い立ち
ガイズバーグはワシントンD.C.で生まれた。父ヴィルヘルム(Wilhelm)は、ドイツからの移民2世であった。ガイズバーグはワシントンD.C.で教育を受け、聖ヨハネ監督教会（St. John's Episcopal Church）の合唱団の一員であった。
音楽の才能に恵まれた若者であったガイズバーグは、1890年代はじめに登場した録音技術に出会い、アメリカで蓄音機の会社に職を得た。まだ音質も悪く、録音時間も限られていた当時の録音は、面白い新規な玩具と見られており、音楽を再生する真剣な手段とは見られていなかった。当時は、録音機器の標準規格をめぐるレコード産業内の最初の争いが繰り広げられており、より優れた、扱いの便利なベルリナー円盤によって、当初の円筒式が徐々にすたれようとしていた。ガイズバーグは、この争いの中で重要な役割を果たし、78回転が標準回転速度となり、シェラックがディスクの標準的な原材料となる一助となった。

### グラモフォン社とHMV
1898年、 ロンドンにグラモフォン社が創設された。それまでエミール・ベルリナーの下で、ピアノ伴奏者兼録音主任として働いていたガイズバーグは、ニューヨークを離れてロンドンに渡り、同社最初の録音技師として入社した。リバプールに上陸したときは、録音機材と25ドルの自転車、ベルリナーに与えられた紹介状と指示書きの束を持っていたという。ロンドンで最初に行なった録音の中には、メイデン・レーン（Maiden Lane）のレストランルールズ（Rules）で歌っていたオーストラリア人の歌手シリア・ラモンテ(Syria Lamonte)による数曲の歌も含まれていた。1900年にはパリ万博に参加した川上音二郎一座の公演を録音した。
ガイズバーグは、テノールのエンリコ・カルーソーの歌唱を最初に録音した人物であり、この録音は1902年4月11日にミラノで行なわれた。当時の原始的な録音機によるものながら録音は上々に仕上がり、この企画は芸術的に成功しただけでなく、金銭的にも見合うものになった。1903年、一連のカルーソーのレコードは、高めの値段が付けられ、蓄音機の喇叭に耳を傾け「主人の声 (His Master's Voice)」を聴く犬ニッパー（Nipper）の図柄を配したビクター赤盤（Red Seal）の最初のリリースとして発売された。カルーソーのビクター盤は爆発的な売れ行きとなり、彼を国際的なスターの座に押し上げた。カルーソー自身も「私のビクター盤は、そのまま私の伝記になるだろう」と語った。
ガイズバーグは、弟ウィリアム（William）とともに兄弟で一緒に働いた。彼らが契約して録音を残した国際的なスターたちには、アデリーナ・パッティ、フランチェスコ・タマーニョ（Francesco Tamagno）、フョードル・シャリアピン、ベニャミーノ・ジーリ
、ネリー・メルバ、ジョン・マコーマック（John McCormack）、フリッツ・クライスラーなどが含まれていた。ガイズバーグはまた、カストラート歌手（システィーナ礼拝堂のアレッサンドロ・モレスキ）の録音を残した唯一のプロデューサーであり、さらに、インドと日本で、それぞれ最初に録音をおこなった人物であった。1902年11月2日、ガイズバーグが刻んだインドで最初の蓄音機による録音は、ガウハール・ジャーン（Gauhar Jaan）によるカヤル（khyal）の歌唱であった。日本では、273面の録音を1903年2月4日から月末までの間に行なった。ガイズバーグは、革命前のロシアにも何度か足を運んでおり、彼が行なった録音は、レコード産業にとって初期の最も大きな市場のひとつを開拓していく大きな助けとなった。ロシア人のテノール歌手ウラジミール・ロジング（Vladimir Rosing）の最初のレコードを作ったのもガイズバーグであった。さらにガイズバーグは、ポーランド、オーストリア、ハンガリー、ルーマニア、スウェーデン、フィンランド、アルメニア、ウクライナ、グルジアなどでも出張録音を行ない、各地における商業録音の先鞭をつけた。
ガイズバーグは、後継者となったレッグやカルショウとは異なり、演奏者の演奏の仕方に何らかの影響を与えることは、通常の自分の仕事には入らないと考えていた。ガイズバーグはできる限りよいアーティストたちを見つけ出し、彼らと契約を交わし、その演奏を可能な限りの最高の音質で、忠実に音盤に残した。ガイズバーグは同僚に、自分の務めは、個々のレコーディング・セッションにおいて、できるだけ多くの音の写真、つまり録音盤を制作するだけのことだ、と語っていた。

### 後年
1921年、ガイズバーグは、HMVに新設された国際アーティスト部門のアーティスト・ディレクターになった。マイクロフォンを用いた電気式吹き込みが1925年に導入された後、ガイズバーグはプロデューサー役を別の者に任せて、アーティストとレパートリー楽曲の管理業務（いわゆるA&R）に専念するようになった。1931年にHMVとコロンビアが合併してEMI（Electric and Musical Industries）が誕生した際にも、ガイズバーグは、アーティスト・ディレクターの地位に留まった。ガイズバーグの下で行なわれたレコーディングの中には、作曲家サー・エドワード・エルガーが自ら指揮して自作の交響曲、協奏曲、その他の主要作品を録音したシリーズが含まれていた。ジョージ・バーナード・ショーやBBCなどは、交響曲第3番に取り組むようエルガーを説得したことが知られているが、ガイズバーグもエルガーの説得にあたっていた。結局、交響曲第3番は最初のスケッチが揃う前にエルガーが死去して未完成となった。（残された多数のスケッチは、40年ほど後に、作曲家アンソニー・ペイン（Anthony Payne）によって、交響曲の形態に「構成」されることになった。）
ガイズバーグはHMVの経営陣に加わることを断り、アーティストたちと会社の仲立ちをする立場であり続けることを選んだ。1939年、66歳になったガイズバーグは第一線から退いたが、その後もコンサルタントとしてEMIに関わり、レコード業界に大きな影響力を持ち続けた。1940年代後半、ガイズバーグは、（当時の標準であった78回転盤に対し）より長い時間の録音（LP）や、ステレオ録音が望ましいとする議論を展開したが、そのいずれもが彼の死後に広く導入されることとなった。
ガイズバーグが引退した際には、サボイ・ホテル（Savoy Hotel）で祝宴が催された。この席には、トーマス・ビーチャム、グレイシー・フィールズ（Gracie Fields）から、リヒャルト・タウバー（Richard Tauber）、アルトゥール・ルービンシュタインまで、様々な有名音楽家たちが出席した。
ガイズバーグは終生アメリカ合衆国の国籍を保持し、独身を貫いた。1951年、ガイズバーグはハムステッド（Hampstead）の自宅において、78歳で死去し、遺骸はウェスト・ハムステッド（West Hampstead）のハムステッド墓地（Hampstead Cemetery）に葬られた。